# Lissy Arna
Lissy Arna, nasceu Elisabeth Arndt (Berlim, 20 de dezembro de 1900 – Berlim, 22 de janeiro de 1964), também conhecida como Lissi Arna, foi uma atriz de cinema alemã. Ela atuou em 62 filmes mudos entre 1915 e 1962.

## Filmografia selecionada
- 1919: Lissys Flimmerkur
- 1919: Ottchen macht alles
- 1923: Abenteuer einer Nacht
- 1925: Die Frau ohne Geld
- 1925: Abenteuer im Nachtexpreß
- 1939: Morgen werde ich verhaftet
- 1939: Hochzeit mit Hindernissen
- 1939: Sensationsprozeß Casilla
- 1962: Das Leben beginnt um 8